# Шепелев, Владимир Владимирович
Владимир Владимирович Шепелев (род. 4 августа 1984, Плесецк, Архангельская область) — российский хоккеист, нападающий. Тренер.

## Биография
Родился 4 августа 1984 года в посёлке Плесецк Архангельской области.
Воспитанник ленинградского хоккея.
Окончил Национальный государственный университет физической культуры, спорта и здоровья имени П. Ф. Лесгафта.
Начал профессиональную карьеру в 2000 году. С 2003 по 2005 год находился в составе петербургского СКА, однако большую часть времени проводил во второй команде. Всего в Суперлиге Шепелев провел 10 игр.
Долгое время выступал за различные клубы ВХЛ. В 2016 году перебрался в Казахстан, где провел один сезон за «Алматы». С 29 сентября 2017 года играл в Эстонии, в ХК «Тарту Калев-Вялк».
С 2018 года работает тренером-преподавателем в ДЮСШ «Армия СКА», город Санкт-Петербург.